# Rafi al-Din al-Xirazi
Rafi al-Din al-Xirazi, també Rafi'-al-Din Ibrahim Xirazi, (Siraz, vers 1540-1620) fou un historiador de la dinastia adilxàhida de Bijapur. Anà a l'Índia per afers comercials i allí es va posar al servei del sultà Alí Àdil Xah I (1558-1580) i després d'Ibrahim Àdil Xah II (1580-1626), pels que va exercir diverses funcions entre les quals la d'ambaixador a la cort nizamshàhida a Ahmadnagar, la de governador de la fortalesa de Bijapur, i la de tresorer. La seva obra principal és la Tadhkirat al-muluk, una història de la dinastia iniciada el 1608/1609 i acabada tres anys després, que és una important font històrica.